# Bohemian Football Club
Maillots
Actualités
Le Bohemian Football Club  (en irlandais : An Cumann Peile Bóithéimeach), plus communément appelé les Bohemians est un club professionnel de football irlandais basé à Dublin. Il est un des clubs irlandais les plus titrés d'Irlande avec onze titres de champions d'Irlande et sept coupes d'Irlande à son palmarès. L'année 2008 a d'ailleurs été glorieuse avec un doublé Coupe d'Irlande et championnat d'Irlande. Le club a été fondé le 6 septembre 1890. Il fait partie des membres fondateurs de la fédération irlandaise de football. Les Bohemians sont aussi un des rares clubs à avoir joué à la fois le championnat d’Irlande de football et le championnat d'Irlande du nord de football : avant 1921 ce dernier était le championnat national sur l’île d'Irlande. Le Bohemian FC joue des matchs à domicile dans le stade de Dalymount Park situé dans le quartier de Phibsborough à Dublin. Ses couleurs sont le rouge et le noir.

## Histoire
Le Bohemian Football Club a été fondé à Dublin le 6 septembre 1890. Il a participé au championnat d'Irlande organisé par l'Association irlandaise de football (IFA) basée à Belfast de 1902 à 1911 puis de 1912 à 1920. Pendant cette période, le plus grand succès du club est une victoire en Coupe d'Irlande en 1908.
Le Bohemian FC est un des clubs fondateurs de la fédération irlandaise de football (FAI) en 1921 et participe donc au premier championnat de l'Irlande indépendante en 1921-1922. Il est un des deux seuls clubs (avec Shelbourne FC) toujours en activité dans le championnat professionnel et le seul club à n’avoir jamais quitté la première division. Lors de la première année du championnat les Bohemians terminent deuxième à deux points derrière le Saint James's Gate Football Club. Le club remporte son premier titre national en 1923-1924. L'année 1928 est particulièrement fastueuse : outre le deuxième titre, Bohemian FC gagne la coupe d'Irlande et réalise ainsi son premier doublé coupe-championnat. Le club est un des clubs majeurs des premières années du championnat remportant trois nouveaux titres lors des huit saisons suivantes.
Après ces premiers succès, le club commence à peiner, terminant régulièrement aux dernières places du championnat et se glissant que très rarement dans les luttes pour le titre. Ceci s’explique par leur incapacité à attirer ou à garder les meilleurs joueurs essentiellement à cause de la volonté du club à être strictement amateur. Le club passe alors 34 années sans gagner le moindre titre. En 1969, le club décide d’abandonner définitivement son statut amateur et le tout premier joueur professionnel à être recruté est Tony O'Connell qui signe son contrat le 11 mars 1969.
Les Bohemians rejoignent très vite les équipes de tête du championnat. Ils gagnent dans les années 1970 plus de titres qu’aucun autre club irlandais : deux championnats, deux coupes d’Irlande et deux Coupes de la Ligue. En 1970 le club participe à sa première compétition européenne.
Entre 1979 et 1992, le club connait une autre période sans trophées. En 1992, les Bohemians remportent leur cinquième Coupe d’Irlande.
Les années 2000 sont plus riches en victoires : en 2001 le club dublinois remporte le championnat puis la Coupe d'Irlande, réalisant ainsi leur deuxième doublé. En 2003 il gagne un nouveau titre de champion et en 2008 leur troisième doublé Coupe / championnat. C’est leur dixième victoire en championnat ce qui fait du club le troisième club de football irlandais le plus titré après les Shamrock Rovers, 15 titres, et Shelbourne FC, 13 titres,.

## Stades
Le premier terrain permanent du Bohemian Football Club est le Polo Ground dans Phoenix Park. Les buts et autres équipements pour le terrain ont été prélevés de Gate Lodge à Phibsborough. Le club reste sur ce terrain jusqu’en 1893-1894, date à laquelle il obtient un terrain privé sur Jones Road, connu maintenant comme Croke Park, le quartier général et le stade de l'Association athlétique gaélique. Cet espace, maintenant occupé par le club de rugby à XV d'Old Belvedere RFC, est important dans l’histoire du club. Pour la première fois celui-ci peut gagner de l’argent pour se développer car il lui est possible de faire payer les places aux spectateurs pour les matchs à domicile.
Les Bohemians déménagent ensuite à Glasnevin pour le stade de Whitehall Farm. Mais comme le stade n’est pas accessible par les transports publics dublinois, les dirigeants du club continuent à chercher un nouveau terrain. Leur choix s’arrête sur Dalymount Park dans le quartier d'origine du club. Le stade est officiellement ouvert le 7 septembre 1901.
En 2006, les membres du club décident de vendre Dalymount Park à un investisseur immobilier Liam Carroll pour la somme de 65 000 000 € ce qui met instantanément le club dans une position financière qu'aucun club irlandais n'avait jamais connu. Le contrat de vente inclut le développement d’un stade de 10 000 places assises associé à la création d’un restaurant, de pubs et d’une salle de sport à Harristown à proximité de l’aéroport international de Dublin.
Le 7 novembre 2008, les Bohemians perdent un procès contre la société Albion Ltd, ce qui a pour effet immédiat de reporter le déménagement. Le club fait appel de la décision auprès de la Cour Suprême irlandaise

## Bilan sportif

### Palmarès
- Championnat d'Irlande (11)
  - Champion : 1924, 1928, 1930, 1934, 1936, 1975, 1978, 2001, 2003, 2008 et 2009

- Coupe d'Irlande (7)
  - Vainqueur : 1928, 1935, 1970, 1976, 1992, 2001 et 2008
  - Finaliste : 1929, 1945, 1947, 1982, 1983, 2000, 2002, 2021 et 2023

- Coupe de la Ligue irlandaise (2)
  - Vainqueur : 1975 et 1979

- Supercoupe d'Irlande
  - Finaliste : 2000, 2001

- Coupe d'Irlande du Nord (1)
  - Vainqueur : 1908
  - Finaliste : 1895, 1900, 1903, 1909 et 1911

- Setanta Sports Cup : (1)
  - Vainqueur : 2010

- Tyler Cup
  - Finaliste : 1978

- Top Four Cup (1)
  - Vainqueur : 1972
  - Finaliste : 1966, 1967, 1973 et 1974

- Dublin City Cup
  - Vainqueur : 1936

- Coupe intercité Dublin-Belfast (1)
  - Vainqueur : 1945
  - Finaliste : 1943

### Bilan européen
Même s’il a dû attendre 1970 pour jouer son premier match de football au niveau européen, le Bohemian Football Club est le club irlandais qui a joué et gagné le plus de matchs en Coupes d'Europe de football.
Comme tous les autres clubs irlandais, les matchs européens des Bohemians se sont généralement passé dans la douleur, mais on peut aussi y trouver de beaux exploits. Le plus grand exploit européen du club a eu lieu en 2000 quand il a éliminé le club écossais et ancien vainqueur de la Coupe d'Europe des vainqueurs de Coupes, Aberdeen Football Club lors de la Coupe UEFA 2000-2001. Cette victoire s’est joué lors d’une victoire 2 buts à 1 à l’extérieur. C’était la toute première fois qu’un club irlandais gagnait contre une équipe britannique en Coupe d’Europe.
Il y a d’autres résultats positifs parmi lesquels des victoires contre les Glasgow Rangers ou les Allemands de Kaiserslautern, des matchs nuls contre les Rangers, les Anglais de Newcastle United, les Portugais du Sporting CP et les Écossais de Dundee United ou Aberdeen FC. Il faut noter que ces victoires sur un match n’ont jamais scellé la qualification pour le tour suivant.
La plus grande victoire (en termes de score) s’est déroulée contre le club gallois de Rhyl Football Club, avec un score de 5 buts à 1 lors de la Coupe Intertoto 2008 avec cette fois une qualification acquise pour le tour suivant.

#### Bilan
| Compétition              | P  | M  | V  | N  | D  | BP | BC  | Diff. |
| ------------------------ | -- | -- | -- | -- | -- | -- | --- | ----- |
| Ligue des champions (C1) | 6  | 18 | 4  | 4  | 10 | 13 | 29  | -16   |
| Coupe des coupes (C2)    | 3  | 8  | 2  | 2  | 4  | 6  | 13  | -7    |
| Ligue Europa (C3)        | 15 | 31 | 3  | 10 | 18 | 17 | 57  | -40   |
| Ligue Conférence (C4)    | 1  | 6  | 4  | 1  | 1  | 10 | 4   | +6    |
| Coupe Intertoto          | 3  | 10 | 4  | 0  | 6  | 15 | 20  | -5    |
| Total                    | 28 | 73 | 17 | 17 | 39 | 61 | 123 | -62   |

#### Résultats
Légende
- Victoire ou qualification pour le tour suivant
- Match nul
- Défaite ou élimination de la compétition

Note : dans les résultats ci-dessous, le score du club est toujours donné en premier
| Saison    | Compétition               | Tour                | Club                  | Domicile | Extérieur | Total             |
| --------- | ------------------------- | ------------------- | --------------------- | -------- | --------- | ----------------- |
| 1970-1971 | Coupe des coupes          | Tour préliminaire   | TJ Gottwaldov         | 1 - 2    | 2 - 2     | 3 - 4             |
| 1972-1973 | Coupe UEFA                | Premier tour        | FC Cologne            | 1 - 2    | 0 - 3     | 1 - 5             |
| 1974-1975 | Coupe UEFA                | Premier tour        | Hambourg SV           | 0 - 3    | 0 - 1     | 0 - 4             |
| 1975-1976 | Coupe des clubs champions | Seizièmes de finale | Rangers FC            | 1 - 4    | 1 - 1     | 2 - 5             |
| 1976-1977 | Coupe des coupes          | Seizièmes de finale | Esbjerg fB            | 2 - 1    | 1 - 0     | 3 - 1             |
| 1976-1977 | Coupe des coupes          | Huitièmes de finale | Śląsk Wrocław         | 0 - 3    | 0 - 1     | 0 - 4             |
| 1977-1978 | Coupe UEFA                | Premier tour        | Newcastle United      | 0 - 0    | 0 - 4     | 0 - 4             |
| 1978-1979 | Coupe des clubs champions | Seizièmes de finale | Omonia Nicosie        | 1 - 2    | 1 - 0     | 2E - 2            |
| 1978-1979 | Coupe des clubs champions | Huitièmes de finale | Dynamo Dresde         | 0 - 0    | 0 - 6     | 0 - 6             |
| 1979-1980 | Coupe UEFA                | Premier tour        | Sporting Portugal     | 0 - 2    | 0 - 0     | 0 - 2             |
| 1984-1985 | Coupe UEFA                | Premier tour        | Rangers FC            | 3 - 2    | 0 - 2     | 3 - 4             |
| 1985-1986 | Coupe UEFA                | Premier tour        | Dundee United         | 2 - 5    | 2 - 2     | 4 - 7             |
| 1987-1988 | Coupe UEFA                | Premier tour        | Aberdeen FC           | 0 - 0    | 0 - 1     | 0 - 1             |
| 1992-1993 | Coupe des coupes          | Seizièmes de finale | Steaua Bucarest       | 0 - 0    | 0 - 4     | 0 - 4             |
| 1993-1994 | Coupe UEFA                | Premier tour        | Girondins de Bordeaux | 0 - 1    | 0 - 5     | 0 - 6             |
| 1995      | Coupe Intertoto           | Groupe 5            | OB Odense             | 0 - 2    | N/A       | Cinquième         |
| 1995      | Coupe Intertoto           | Groupe 5            | HJK Helsinki          | N/A      | 2 - 3     | Cinquième         |
| 1995      | Coupe Intertoto           | Groupe 5            | Girondins de Bordeaux | 0 - 2    | N/A       | Cinquième         |
| 1995      | Coupe Intertoto           | Groupe 5            | IFK Norrköping        | N/A      | 0 - 5     | Cinquième         |
| 1996-1997 | Coupe UEFA                | Premier tour Q      | Dinamo Minsk          | 1 - 1    | 0 - 0     | 1 - 1E            |
| 1997-1998 | Coupe UEFA                | Tour préliminaire   | Ferencváros TC        | 0 - 1    | 0 - 5     | 0 - 6             |
| 2000-2001 | Coupe UEFA                | Tour préliminaire   | Aberdeen FC           | 1 - 0    | 1 - 2     | 2E - 2            |
| 2000-2001 | Coupe UEFA                | Premier tour        | FC Kaiserslautern     | 1 - 3    | 1 - 0     | 2 - 3             |
| 2001-2002 | Ligue des champions       | Premier tour Q      | Levadia Maardu        | 3 - 0    | 0 - 0     | 3 - 0             |
| 2001-2002 | Ligue des champions       | Deuxième tour Q     | Halmstads BK          | 1 - 2    | 0 - 2     | 1 - 4             |
| 2003-2004 | Ligue des champions       | Premier tour Q      | BATE Borisov          | 0 - 1    | 3 - 0     | 3 - 1             |
| 2003-2004 | Ligue des champions       | Deuxième tour Q     | Rosenborg BK          | 0 - 1    | 0 - 4     | 0 - 5             |
| 2004-2005 | Coupe UEFA                | Premier tour        | Levadia Tallinn       | 0 - 0    | 1 - 3     | 1 - 3             |
| 2005      | Coupe Intertoto           | Premier tour        | KAA La Gantoise       | 1 - 0    | 1 - 3     | 2 - 3             |
| 2008      | Coupe Intertoto           | Premier tour        | Rhyl FC               | 5 - 1    | 4 - 2     | 9 - 3             |
| 2008      | Coupe Intertoto           | Deuxième tour       | FK Riga               | 0 - 1    | 2 - 1     | 2 - 2E            |
| 2009-2010 | Ligue des champions       | Deuxième tour Q     | Red Bull Salzbourg    | 1 - 1    | 0 - 1     | 1 - 2             |
| 2010-2011 | Ligue des champions       | Deuxième tour Q     | The New Saints        | 1 - 0    | 0 - 4     | 1 - 4             |
| 2011-2012 | Ligue Europa              | Deuxième tour Q     | Olimpija Ljubljana    | 0 - 2    | 1 - 1     | 1 - 3             |
| 2012-2013 | Ligue Europa              | Premier tour Q      | Þór Akureyri          | 0 - 0    | 1 - 5     | 1 - 5             |
| 2020-2021 | Ligue Europa              | Premier tour Q      | Fehérvár FC           | N/A      | 1 - 1 ap  | 1 - 1 (2 - 4 tab) |
| 2021-2022 | Ligue Europa Conférence   | Premier tour Q      | Stjarnan              | 3 - 0    | 1 - 1     | 4 - 1             |
| 2021-2022 | Ligue Europa Conférence   | Deuxième tour Q     | F91 Dudelange         | 3 - 0    | 1 - 0     | 4 - 0             |
| 2021-2022 | Ligue Europa Conférence   | Troisième tour Q    | PAOK Salonique        | 2 - 1    | 0 - 2     | 2 - 3             |

## Supporteurs

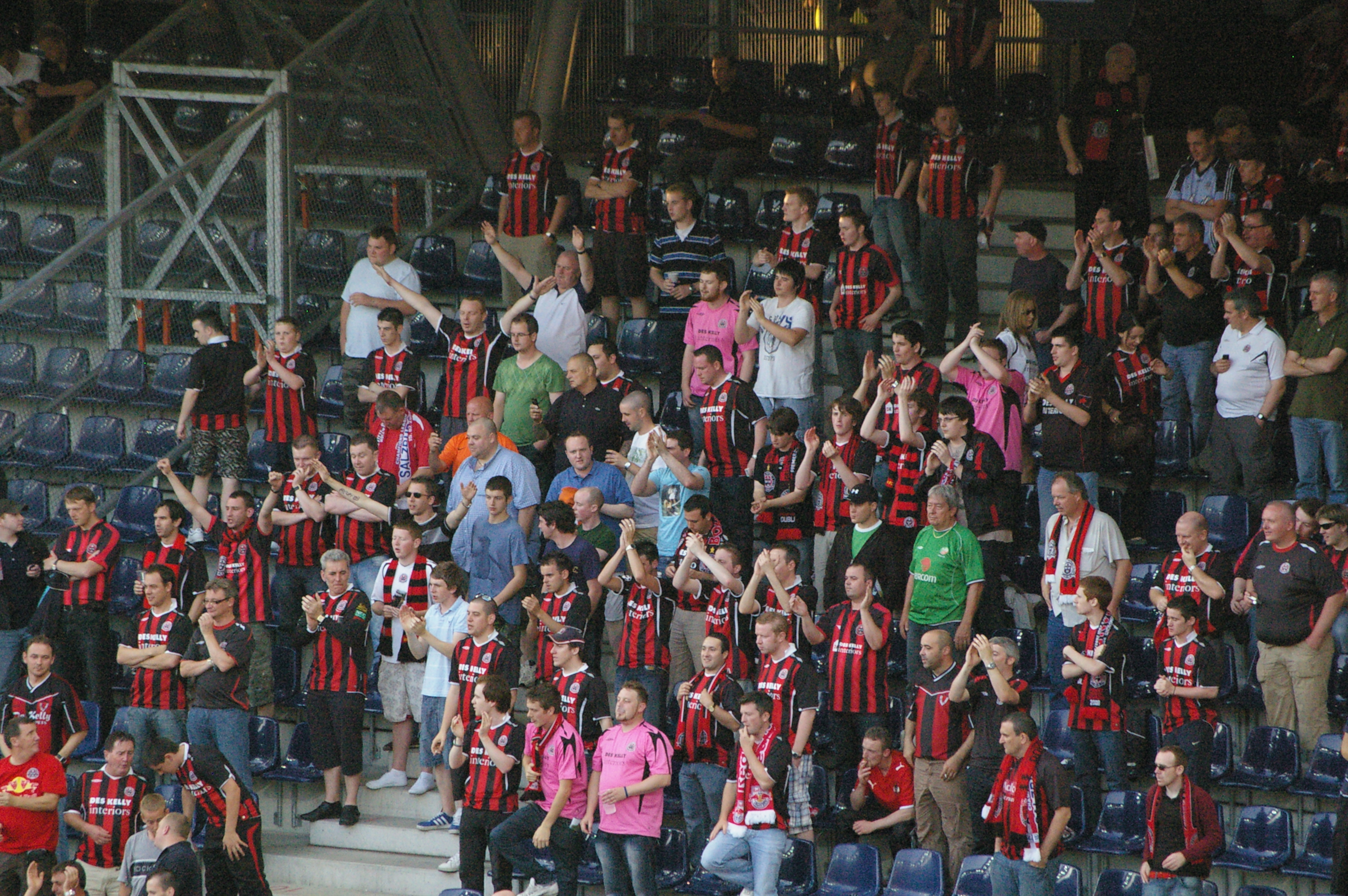
Supporters des Bohemians.

Les supporteurs des Bohemians viennent essentiellement des quartiers nord de Dublin. Néanmoins, le club attire la sympathie de nombreux fans de tous les quartiers de l’agglomération et de toutes les villes d’Irlande. Le club bénéficie ainsi d’une présence régulière de ses supporters ce qui lui permet d’avoir une affluence moyenne entre 1 000 et 4 000 personnes aux matches jouée à domicile. La moyenne se situe dans la partie haute de la fourchette pour les derbys de la capitale.
Pendant l’année 2007, les supporteurs se sont rassemblés pour créer plus d’atmosphère et colorer les tribunes. Dénommés les Notorious Boo-Boys (ou NBB), le groupe a apporté de nouveaux drapeaux et organisé des tifo dans les tribunes de Dalymount Park.

## Équipes
L'équipe première des Bohemians participe au championnat d'Irlande en Premier Division.

### Équipe réserve
La deuxième équipe du club, dénommée Bohemians A-team, qui sert de réserve et d’équipe de développement participe au A-Championship. Cette compétition est le troisième et dernier niveau national. Elle regroupe les équipes réserves et certaines équipes qui aspirent à participer au championnat professionnel. L’équipe réserve peut être utilisée pour faire jouer des joueurs professionnels en convalescence après une blessure ou hors de forme. En cas de victoire en A-Championship, l’équipe ne peut être promue en First Division. En 2008, les Bohemians A se sont hissés en Grande Finale de la compétition, elle était alors entrainée par un ancien joueur du club, Tony O'Connor.
Cette équipe disparait avec l'arrêt de la compétition au terme de la saison 2011.

### Équipes de jeunes
La section jeunes des Bohemians fait jouer environ 250 jeunes âgés de 8 à 17 ans. Le club possède 15 équipes qui participent aux différentes compétitions du championnat du Comté de Dublin.

## Personnalités du club

### Entraîneurs
| #  | Nom               | Période   |
| -- | ----------------- | --------- |
| 1  | Seán Thomas       | 1964-1967 |
| 2  | Pat Murphy        | 1967-1968 |
| 3  | Seán Thomas       | 1968-1973 |
| 4  | Billy Young       | 1973-1989 |
| 5  | Padraig O'Connor  | 1989-1990 |
| 6  | Eamonn Gregg      | 1990-1993 |
| 7  | Turlough O'Connor | 1993-1998 |
| 8  | Joe McGrath       | 1998      |
| 9  | Roddy Collins     | 1998-2001 |
| 10 | Pete Mahon        | 2001      |
| 11 | Stephen Kenny     | 2001-2004 |

| #  | Nom                  | Période   |
| -- | -------------------- | --------- |
| 12 | Gareth Farrelly      | 2004-2006 |
| 13 | Sean Connor          | 2006-2007 |
| 14 | Pat Fenlon           | 2007-2011 |
| 15 | Aaron Callaghan      | 2012-2013 |
| 16 | Owen Heary (intérim) | 2013      |
| 17 | Bobby Browne         | 2013      |
| 18 | Owen Heary           | 2014      |
| 19 | Keith Long           | 2014-2022 |
| 20 |                      |           |